# Железнодорожный транспорт в Швейцарии

Сеть железных дорог Швейцарии в 2017 году

Железнодорожный транспорт в Швейцарии является одной из наиболее развитых железнодорожных сетей Европы, отличаясь высокой плотностью железнодорожных путей, интеграцией с другими видами транспорта, пунктуальностью и интенсивностью внутренних и трансальпийских грузовых перевозок.
В 2015 году длина железнодорожной сети Швейцарии составляла 5323 км, а плотность — 128,9 км/1000 км2, что является лучшим в мире показателем (без учёта очень маленьких стран и городов-государств). При этом железные дороги проложены в сложных условиях Альпийских гор, занимающих около 60 % территории страны. Также Швейцария в 2015 году являлась мировым лидером по интенсивности движения: 2459 км на одного жителя за год. Практически 100 % швейцарской железнодорожной сети электрифицировано. Исключение составляют несколько туристических линий, на которых используется паровозная тяга. В стране насчитывается 74 железнодорожные компании. Доля пассажиров, которые используют железные дороги для поездок на работу, составляет 30 %. Доля железнодорожного транспорта в грузовых перевозках составляет 39 %.
Швейцария заняла первое место среди национальных европейских железнодорожных систем в Европейском индексе эффективности железных дорог 2017 года благодаря интенсивности использования, качеству обслуживания и рейтингу безопасности. Железнодорожный транспорт страны продемонстрировал высокую отдачу от государственных инвестиций по соотношению затрат и результатов, превзошедшую средний показатель для европейских стран.
Швейцария является членом Международного союза железных дорог (UIC). Код страны UIC для Швейцарии — 85.

## Линии европейской колеи

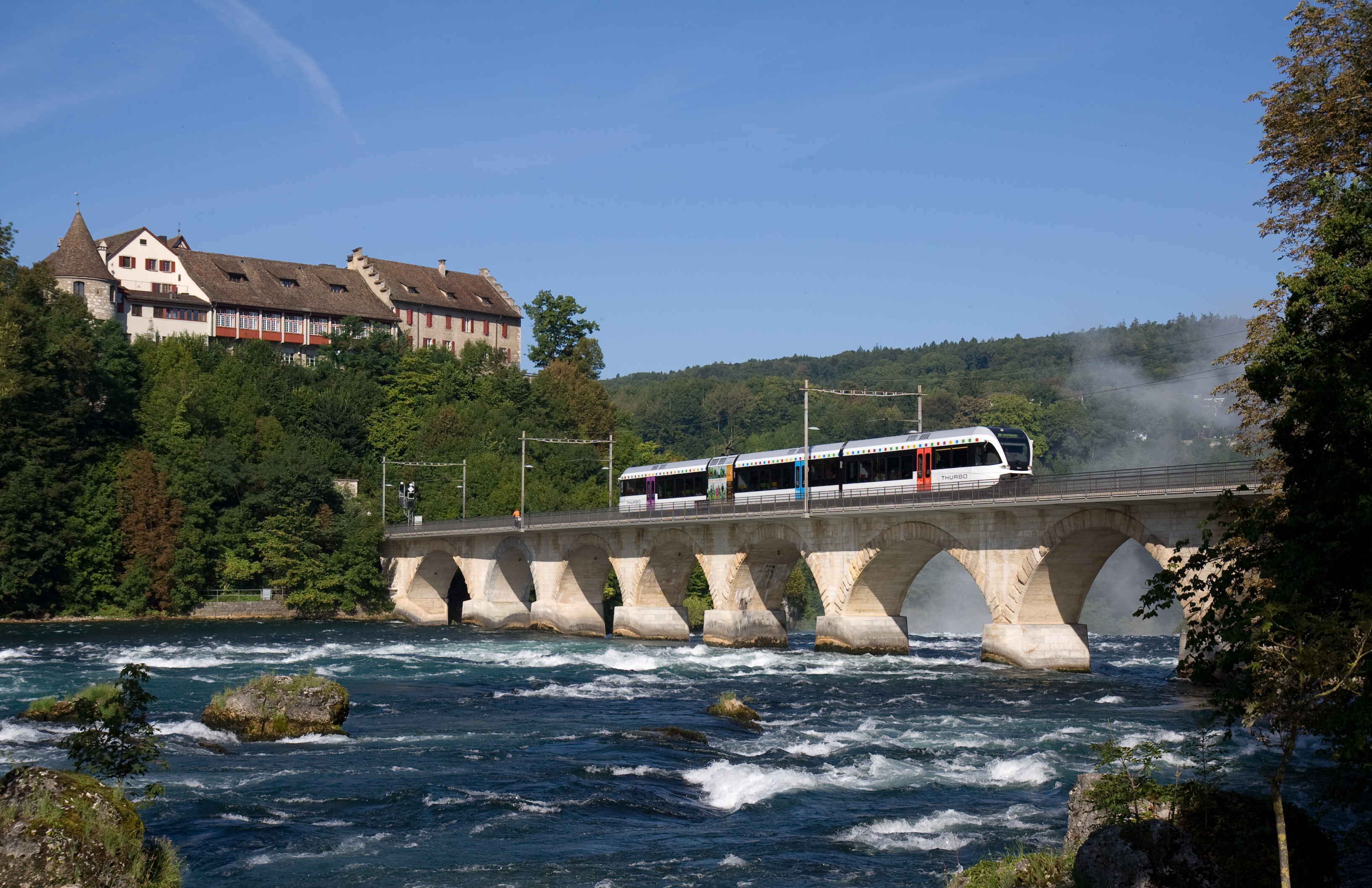
Региональный поезд возле Рейнского водопада

Три четверти швейцарской железнодорожной сети имеют европейскую колею 1435 мм, включая 3773 км путей, которыми управляют в основном три компании. Важными железнодорожными станциями являются Цюрих HB (466 800 пассажиров в рабочий день), Берн (210 000 человек в день), Базель SBB (114 200 человек в день), Лозанна (108 900 человек в день), Винтертур (108 000 человек в день), Люцерн (96 200 человек в день), Цюрих-Эрликон (85 700 человек в день), Цюрих-Штадельхофен (83 300 человек в день), Ольтен (81 300 человек в день) и Женева (73 700 человек в день).

### Швейцарские федеральные железные дороги
Швейцарские федеральные железные дороги (SBB) являются крупнейшей железнодорожной компанией Швейцарии, обслуживающей большую часть национальных и международных перевозок. В её ведении находится главная магистраль страны, проходящая с востока на запад по Швейцарскому плато и соединяющая все крупные швейцарские города и множество более мелких. Также компания управляет маршрутами с севера на юг через Альпы по Сен-Готардской железной дороге через Готардский базисный тоннель и Симплонский тоннель.
Общая длина сети — 3173 км.

### BLS
BLS (Берн — Лёчберг — Симплон) — крупная железнодорожная компания, владеющая 10 % сети европейской колеи. Управляет альпийским маршрутом Берн—Бриг через Лёчбергские тоннели и имеет выход из Брига в Италию через Симплонский тоннель SBB.
Общая длина сети — 436 км.

### SOB
Schweizerische Südostbahn AG (SOB) управляет 147-километровым маршрутом между Романсхорном на Боденском озере и Санкт-Галленом. Далее поезда следуют через Херизау в Тоггенбургскую долину на северо-востоке Швейцарии, а через Ваттвиль и Рапперсвиль и далее по дамбе Зеедамм на Цюрихском озере в Ротентурм и Арт-Гольдау в Центральной Швейцарии.
Компании принадлежит фирменный поезд Voralpen Express, который курсирует каждый час между Люцерном и Санкт-Галленом.

### Железнодорожное сообщение с другими странами

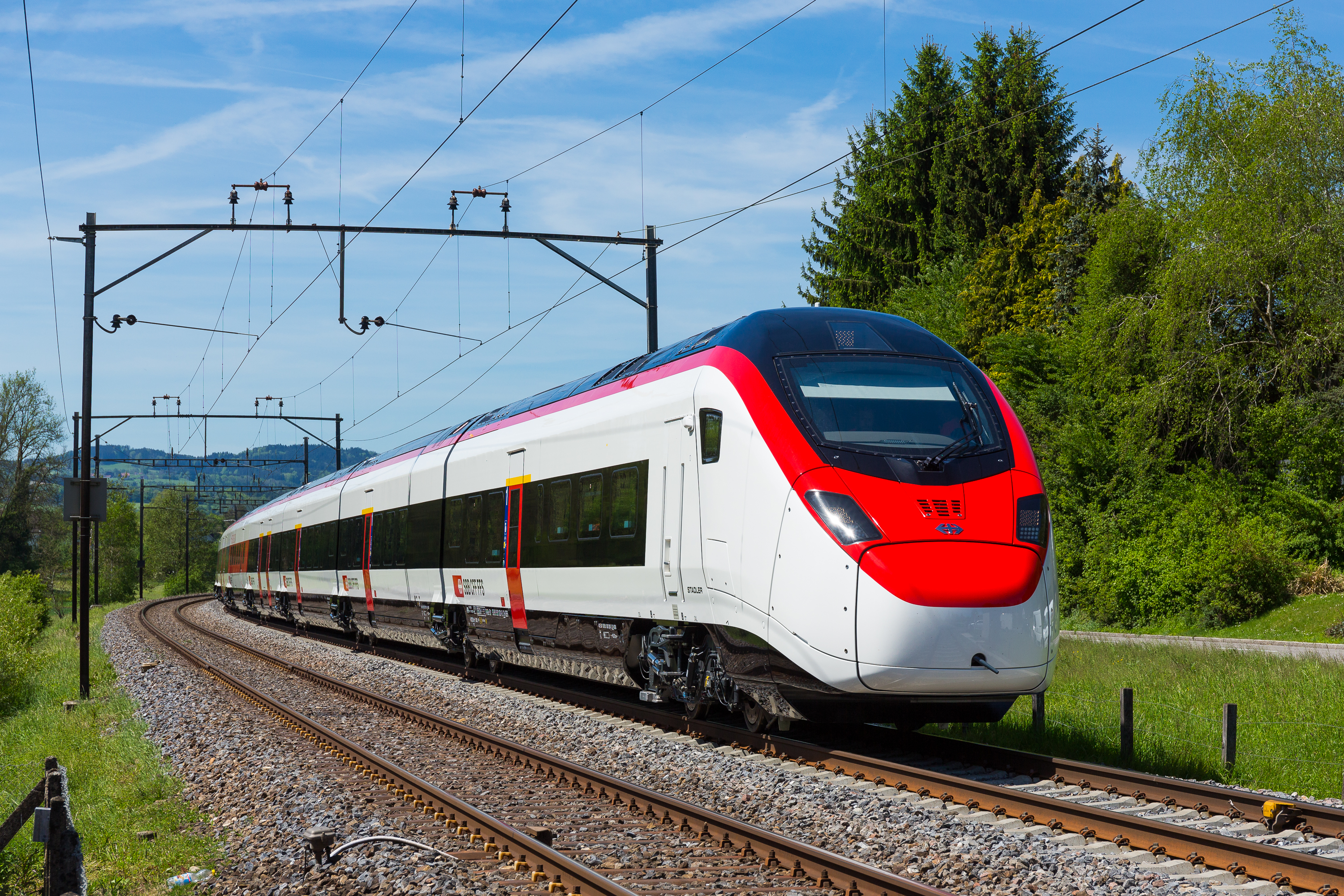
EC 250 Giruno Швейцарских федеральных железных дорог обеспечивает международное сообщение через Альпы

Линии стандартной колеи имеют выходы в следующие страны:
- Австрия
- Франция
- Германия
- Италия
- Лихтенштейн

Немецкая национальная железнодорожная компания Deutsche Bahn (DB) владеет трансграничными линиями от границы с Германией до станции Базель-Бадишер-Банхоф, которой также управляет DB. Компания также владеет и управляет линией восток-запад через кантон Шаффхаузен, входящей в немецкую Верхнерейнскую железную дорогу, и совместно со Швейцарскими федеральными железными дорогами — железнодорожной станцией Шаффхаузен.
DB обслуживает поезда дальнего следования из Германии в города Швейцарии, в том числе экспрессы ICE до Базеля, Цюриха, Берна, Кура и Интерлакена. Швейцарские операторы обслуживают несколько поездов в Германию, например, регулярные рейсы до Штутгарта.
Совместное французско-швейцарское предприятие TGV Lyria управляет скоростными поездами от Парижа и Южной Франции до Женевы, Лозанны, Базеля и Цюриха.
Railjet австрийской компании ÖBB выполняет рейсы между Цюрихом и несколькими пунктами назначения в Австрии. Маршрут проходит через Букс, основные направления — Инсбрук, Зальцбург и Вена.
SBB и Trenitalia совместно управляют поездами EuroCity между Швейцарией и Италией. Маршрут соединяет Женеву и Милан, а также Венецию через Симплонский тоннель, Базель и Милан через Берн, Лёчбергский базисный тоннель и Симплонский тоннель, а также между Цюрих и Милан по Готардскому маршруту.

## Узкоколейные линии

### RhB и MGB
Ретийская железная дорога (RhB) — самая длинная железная дорога метровой колеи в Швейцарии. Соединяет Арозу, Дисентис, Давос, Санкт-Мориц в Высоких Альпах и Тирано в Италии с Куром, где осуществляется пересадка на поезда SBB. Дорога проходит через долину верхнего Рейна и несколько боковых долин, а также через Энгадин, верхнюю долину реки Инн. Перевал Бернина является самой высокой точкой на этой линии — 2253 м. Это также самый высокогорный железнодорожный перевал в Европе. Общая протяженность линии — 366 км.
Железная дорога Фурка — Оберальп метровой колеи проложена в высоких южных Альпах. Её название связано с двумя перевалами — Фурка и Оберальп. Перевал Фурка находится в верхней части долины Роны. Перевал Оберальп является самой высокой точкой этой линии на высоте 2033 метра и находится в верхнем конце долины Рейна. Общая длина железной дороги составляла 100 километров, линия проходила от Дизентиса до Брига, где могла осуществляться пересадка на поезда SBB и BLS через Лозанну или Берн в Милан.
Железная дорога Бриг — Церматт соединяет Бриг и Церматт, проходя через долины Фиспы, притока Роны. Общая длина составляет 43 км.
В 2003 году линии Фурка — Оберальп и Бриг — Церматт объединились в Железную дорогу Маттерхорн — Готтард (MGB).
Три линии, образующие маршрут из Санкт-Морица в Церматт, обслуживаются поездом «Ледниковый экспресс». В течение восьми часов пассажиры экспресса могут наслаждаться видами Альп через панорамные окна.

### Прочие линии
Appenzeller Bahnen (AB) образована в 2006 году объединением линий Трогенербана от Санкт-Галлена до Трогена, линии европейской колеи от Роршаха до Хайдена, фуникулёра Райнек — Вальценхаузен, а также линий ранее существовавшей Appenzeller Bahnen. Линия соединяет города Аппенцелля с Санкт-Галленом и Альтштеттеном в альпийской долине Рейна. Общая длина путей составляет 77 км.

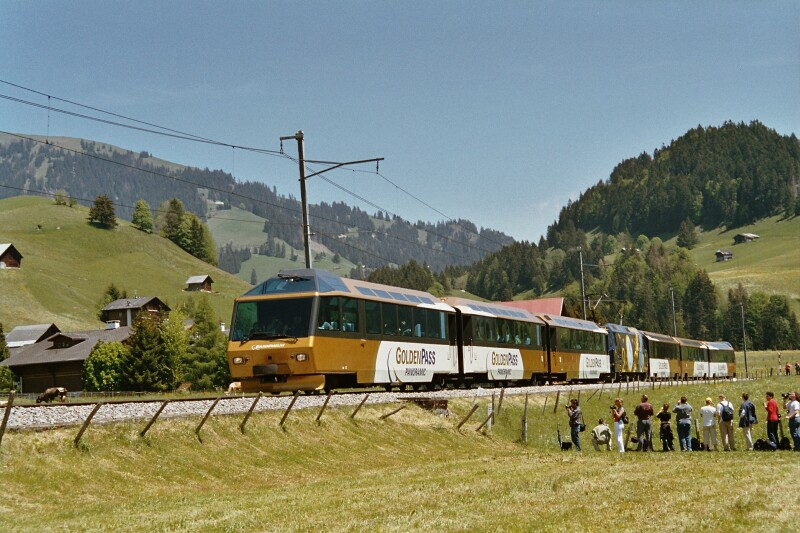
Поезд «Золотой перевал» возле Гштадта

Линия Chemin de Fer Montreux Oberland Bernois (MOB) проходит в 75 километрах от Монтрё на Женевском озере до Цвайзиммена с веткой до коммуны Ленк-им-Зимменталь. По участку от Монтрё до Цвайзиммена длиной около 63 километров проходит маршрут экскурсии «Панорама Золотого перевала» из Монтрё в Люцерн.
От Интерлакена начинается узкоколейный участок Brünigbahn, обслуживаемый Zentralbahn (ZB), который через 74 километра достигает Люцерна. Он огибает Бриенцское озеро и преодолевает горный хребет к северу от него через перевал Брюниг, а затем опускается в долину Сарнер-Аа. ZB также обслуживает линию Люцерн — Энгельберг.
Chemins de fer du Jura (CJ) обслуживает железные дороги кантона Юра на севере Швейцарии. Общая протяжённость сети составляет 85 км, из которых 74 км — метровая колея, остальные 11 км — европейская. Маршрут соединяет Ла-Шо-де-Фон с Гловелье и Трамеланом через Ле-Нуармон.
Компания Aargau Verkehr управляет двумя отдельными узкоколейными линиями: Menziken-Aarau-Schöftland в центре кантона Аргау и Bremgarten-Dietikon между кантоном Цюрих и востоком Аргау. Две линии имеют общую длину 51 км.

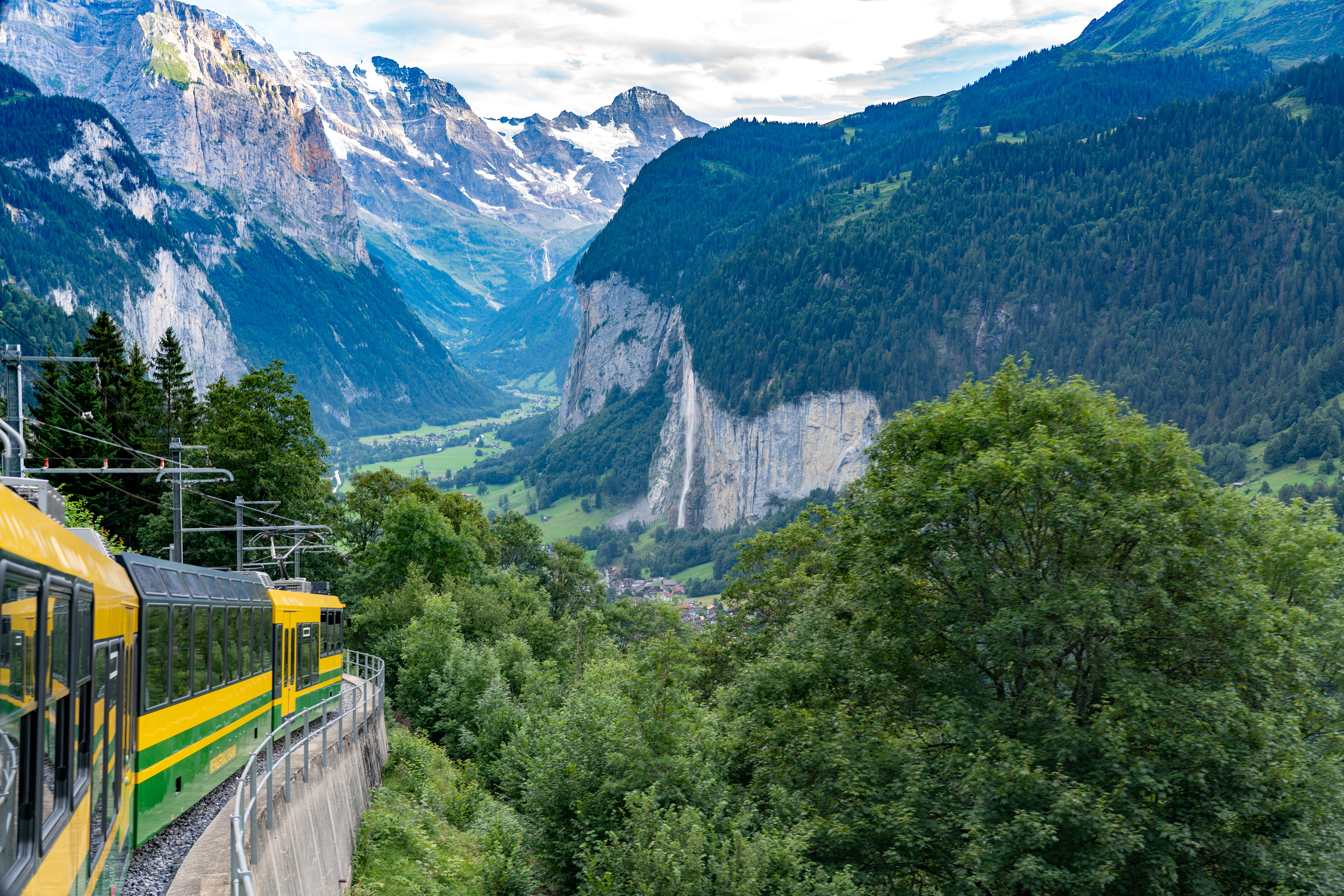
Узкоколейные линии известны живописными видами (линия Wengernalpbahn между Лаутербрунненом и Венгеном).

- Berner Oberland Bahn (BOB) — 24-километровая линия от Интерлакена до Лаутербруннена и Гриндельвальда. Развилка находится примерно в 10 км к югу от Интерлакена. Два города соединены между собой линией Wengernalp Bahn.
- Wengernalpbahn (WAB) — 19-километровая линия от Лаутербруннена до Гриндельвальда, пересекающая хребет Эйгер возле узловой станции Кляйне-Шайдегг. Зимой здесь работает горнолыжный курорт, обслуживаемый множеством подъемников, а также железнодорожной линией. Лыжники могут подниматься из долин внизу на поезде.
- Юнгфраубан (JB) — 9-километровая зубчатая железная дорога, начинающаяся в Кляйне-Шайдегг. Проходит через туннели под Эйгером и Мёнхом к седловине Юнгфрауйох между вершинами Мёнх и Юнгфрау..
- Bergbahn Lauterbrunnen-Mürren (BLM) — 6-километровая линия, разделённая на две независимые части: первая представляет собой канатную дорогу, проходящую над старой фуникулёрной дорогой, вторая — железную дорогу.
- Chemin de fer Martigny-Châtelard (MC) — 19-километровая линия с участком зубчатой железной дороги в кантоне Вале. Соединяется с железной дорогой Сен-Жерве — Валлорсин во Франции, маршрут обслуживается поездом Mont-Blanc Express.

В кантоне Во имеется несколько железных дорог метровой колеи:
- железная дорога[англ.] Ньон — Сен-Серг — Море[англ.]
- Chemin de fer Bière-Apples-Morges
- Chemin de fer Yverdon-Ste-Croix
- Chemin de fer Bex-Villars-Bretaye
- Chemin de fer Lausanne-Echallens-Bercher
- часть Chemin de Fer Montreux Oberland Bernois

Ferrovia Lugano-Ponte Tresa (FLP) в кантоне Тичино имеет длину 12,3 км и соединяет Лугано с Понте-Треза.
Зубчатая железная дорога Горнерграт имеет протяжённость 9 км и поднимается с высоты 1600 м у станции Церматт RR до 3000 м у станции Горнерграт на склоне горы Монте-Роза.
В Бриенце действует паровая зубчатая железная дорога Brienz Rothorn Bahn (BRB), которая поднимается почти до вершины Бриенц-Ротхорн.

## Городские железные дороги

### Трамваи
В семи швейцарских городах действует девять трамвайных систем. Почти все используют метровую колею. Chemin de fer Bex-Villars-Bretaye в Бе фактически является пригородным легкорельсовым транспортом из трёх составляющих: трамвайных путей в Бе, существующих с 1890-х годов, участка обычной железной дороги и участка зубчатой железной дороги.
| Город     | Система                           | Открытие | Колея | Примечания                                                 |
| --------- | --------------------------------- | -------- | ----- | ---------------------------------------------------------- |
| Базель    | Basler Verkehrs-Betriebe (BVB)    | 1892     |       | 8 линий                                                    |
| Базель    | Baselland Transport (BLT)         | 1902     |       | 4 линии, 65 км, 100 трамваев                               |
| Берн      | Städtische Verkehrsbetriebe Bern  | 1902     |       |                                                            |
| Бе        | Bex-Villars-Bretaye railway (BVB) | 1898     |       | соединяется с зубчатой железной дорогой до Вилар-Сюр-Оллон |
| Женева    | Transports Publics Genevois       | 1894     |       |                                                            |
| Лозанна   | Лозаннский метрополитен           | 1991     |       |                                                            |
| Невшатель | Невшательский трамвай             | 1897     |       |                                                            |
| Цюрих     | Verkehrsbetriebe Zürich (VBZ)     | 1894     |       |                                                            |
| Цюрих     | Stadtbahn Glattal                 | 2006     |       |                                                            |

### S-Bahn
Во многих частях Швейцарии пригородные поезда сегодня известны как S-Bahn (от нем. Stadtbahn). Постоянное расписание на пригородном сообщении было впервые введено в действие на линии Ворб-Дорф — Ворблауфен в окрестностях Берна в 1964 году. В 1968 году на постоянное расписание был переведён Golden Coast Express, ходивший по правому берегу Цюрихского озера. В 1982 году постоянное расписание было введено по всей Швейцарии. Термин S-Bahn с 1990 года используется для Цюрихской городской железной дороги, c 1995 года — для Бернской городской железной дороги и c 1997 года — для Базельской региональной городской железной дороги. Городские железные дороги названы аналогично в Люцерне и Санкт-Галлене. Но также используются и другие термины, например, Stadtbahn Zug в Цуге. Во Фрибуре поезда названы Réseau Express Régional (RER), в районе Женевы — Leman Express, в кантоне Тичино — Treni Regionali Ticino Lombardia (TILO). Сети пригородных поездов Цюриха, Базеля, Женевы и Тичино обеспечивают также трансграничные перевозки в Германию, Францию и Италию.

## Туристические железные дороги
В Швейцарии туристов привлекают исторические железные дороги, восстановленные сохраняемые в качестве музеев и горные железные дороги, проложенные по живописным местам Альп.

## История

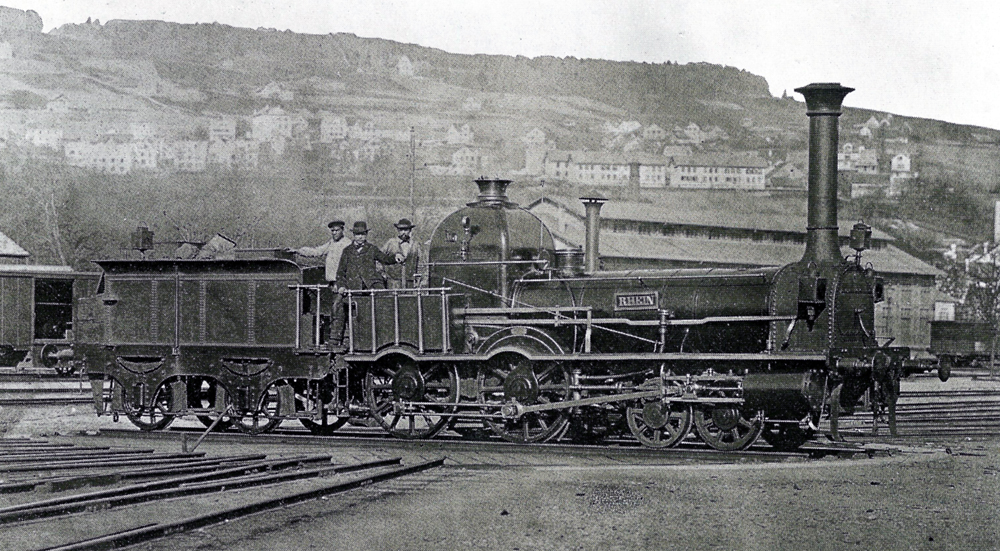
Паровоз Swiss Northern Railway (1868)

Строительство и эксплуатация швейцарских железных дорог в XIX веке осуществлялись частными железнодорожными компаниями. Первая внутренняя линия, 16-километровый маршрут из Цюриха в Баден, была открыта в 1847 году Swiss Northern Railway. К 1860 году железные дороги соединили запад и северо-восток Швейцарии, но Альпы оставались непреодолимым барьером для железнодорожного транспорта, не имевшего возможности преодолевать большой уклон. Первая трансальпийская железная дорога с севера на юг появилась в 1882 году. Это была Готардская железная дорога, основой которой стал Готардский тоннель, проложенный значительно ниже перевала Сен-Готард. Вторая линия была открыта еще ниже под перевалом Симплон в 1906 году (Симплонская железная дорога), а третья — под перевалом Лёчберг в 1913 году (Лёчбергская железная дорога).
В 1901 году основные железные дороги были национализированы и образовали Швейцарские федеральные железные дороги. В первой половине двадцатого века они прошли электрификацию и постепенную модернизацию. После Второй мировой войны железная дорога быстро уступила свою долю в транспортировке автомобильному транспорту, поскольку количество автомобилей увеличилось, появилось больше автомобильных дорог. С 1970 года федеральное правительство стало более активно участвовать в модернизации железных дорог, особенно в городских районах и на магистральных маршрутах, в рамках проекта Rail 2000. Кроме того, в рамках проекта NRLA были перестроены два основных трансальпийских маршрута: Готардская железная дорога и Лёчбергский подход к Симплону. Как следствие, в начале XXI века открылись два новых плоских маршрута через Альпы: Лёчбергский базисный тоннель в 2007 году и Готардский базисный тоннель в 2016 году.

## Интеграция

### Интеграция железнодорожных компаний
Услуги на железных дорогах Швейцарии интегрированы друг с другом и другими видами общественного транспорта, такими как местные железные дороги, почтовые автобусы, суда и канатные дороги. В отличие от европейских соседей, Швейцарии не обладает развитой сетью высокоскоростных магистралей, скорость движения на одном участке линии Ротрист — Матштеттен, считающейся высокоскоростной, составляет 200 км/ч. Вместо этого приоритетом является не столько ускорение движения поездов между городами, сколько сокращение времени пересадки. Время в пути между узловыми станциями кратно 15 минутам, так что в течение часа или получаса все поезда одновременно останавливаются на узловых станциях, что сводит к минимуму время пересадки. На упомянутой выше линии Ротрист — Матштеттен время в пути из Берна в Цюрих благодаря расписанию сокращено с 72 до 57 минут:29.

### Интеграция разных видов транспорта
Расписание поездов синхронизировано:36 с расписанием:18 широкой сети почтовых автобусов, которые обслуживают как равнинные, так и высокогорные деревни. Например, на почтовом автобусе линии 12.381 в 10:35 из горного поселка Ле-Одер можно доехать до областного города Сьон в 11:20, откуда поезд отправляется со станции, расположенной рядом с автовокзалом, в 11:24 до Фиспа. Очередь автобусов, выстроившихся в ожидании прибывающего поезда, является привычной картиной. С этой точки зрения швейцарская железнодорожная сеть функционирует как ядро более широкой сети общественного транспорта. Другими видами транспорта, на которые распространяется интегрированное расписание, являются суда (например, на железнодорожной станции Тун) и канатный транспорт (например, на железнодорожной станции Фиш).

## Затраты и субсидии

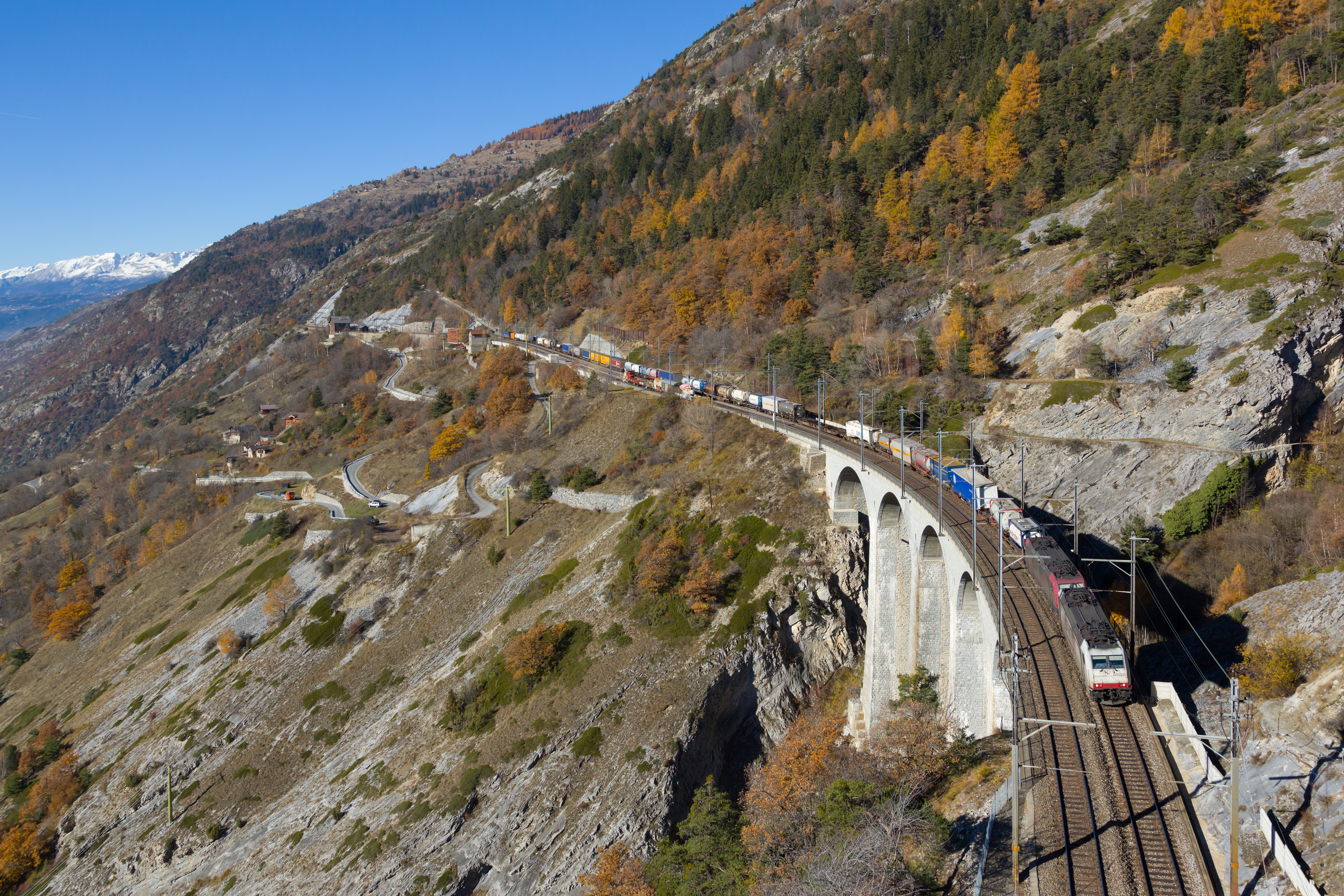
Товарный поезд на линии у Лёчберга

Хотя государственные инвестиции положительно коррелируют с эффективностью конкретной железнодорожной системы, Европейский индекс эффективности железных дорог обнаруживает различия в отдаче, которую страны получают в обмен на государственные вложения. Индекс 2017 года показал, что Швейцария демонстрирует высокое соотношение цены и качества по сравнению со средним соотношением отдачи и затрат среди европейских стран.

### Пассажирский транспорт
В 2012 году общие расходы на пассажирские перевозки по сети швейцарских железных дорог составили 8,88 млрд швейцарских франков, из которых 4,46 млрд (50 %) связаны с затратами на инфраструктуру, 3,98 млрд (45 %) составили затраты на подвижной состав и 427 млн — затраты на окружающую среду и здоровье. 25 млн расходов оказалось связано несчастными случаями.
4,28 млрд швейцарских франков, или 48,2 %, получено в качестве оплаты проезда, 4,15 млрд (или 47 %) поступило в качестве субсидий от федеральных, кантональных и муниципальных властей. 426 миллионов (или 4,8 %) получены за счет социальных взносов (страхование от несчастных случаев и болезней, экологические фонды и т. д.).

### Грузовой транспорт
В 2012 году общие расходы на грузовые перевозки по сети швейцарских железных дорог составили 2,063 млрд швейцарских франков, из которых 779 миллионов (37,8 %) были связаны с затратами на инфраструктуру, 900 млн (43,6 %) составили затраты на подвижной состав, 59 млн — охрана окружающей среды и здоровья, 325 млн (15,8 %) — несчастные случаи.
1,058 млрд, или 51,3 % доходов, составила оплата услуг клиентами, 122 миллиона (5,9 %) выплатили транспортные компании, 555 миллионов (26,9 %) субсидировались за счет федеральных, кантональных и муниципальных бюджетов. 328 миллионов (15,9 %) получены за счет социальных взносов (страхование от несчастных случаев и болезней, экологические фонды и т. д.).